# Điền Nhiêu
Điền Nhiêu (giản thể: 田饶; phồn thể: 田饒; ? - ?) là đại phu nước Yên thời Xuân Thu trong lịch sử Trung Quốc.

## Cuộc đời
Điền Nhiêu phụng sự Lỗ Ai công nhiều nằm mà không được Ai công coi trọng. Một hôm, Điền Nhiêu nói với Ai công:
Thần sắp bỏ quân [chủ] [mà đi], như chim hồng hộc (thiên nga) bay đi vậy.
Ai công hỏi:
Có ý gì?
Điền Nhiêu nói:
Quân chẳng lẽ chưa từng thấy gà trống? Trên đầu có mào, là văn; dưới chân có cựa, là vũ; kẻ địch phía trước có gan xông lên chiến đấu, là dũng; thấy đồ ăn liền gọi đồng bạn, là nhân; gác đêm báo giờ không bao giờ nhầm, là tín. Gà trống dù sở hữu cả năm đức tính trên, mà quân vẫn đem nó hầm thành đồ ăn. Vì sao? Vì chúng nó ở gần. Mà hồng hộc thì bay ngàn dặm, ở ao của quân, ăn cá rùa của quân, mổ hạt cốc của quân. [Hồng hộc] không có đức tính nào trong năm đức tính trên, mà quân lại quý nó, bởi vì nó ở xa. Thần muốn học theo chim hồng hộc [cao chạy xa bay] vậy.
Ai công nói:
Đừng đi! Ta đem lời ngài chép lại.
Điên Nhiêu lại nói rằng:
Thần nghe nói: Người ăn đồ của người khác đưa không phá hoại đồ đựng; người dựa vào cây cối giữ ấm không bẻ đi cành lá. Giữ lại kẻ sĩ mà không dùng, ghi lại lời kẻ đó nói có tác dụng gì?
Điền Nhiêu dứt lời, nhanh chóng rời nước Lỗ đi đến nước Yên. Vua Yên lấy Điền Nhiêu làm tướng bang. Sau ba năm, chính sự nước Yên mười phần ổn định, không có giặc cướp gây hại.
Lỗ Ai công biết được Điền Nhiêu được Yên trọng dụng, cảm thán thở dài, vì điều này mà tự cô lập ba tháng, giảm tiêu chuẩn ăn mặc để tự răn bản thân. Ai công than rằng:
Bởi trước đó không thận trọng dẫn đến sau này hối hận, giờ sao có thể tìm được [người như Điền Nhiêu].
Căn cứ vào niên đại cai trị của Lỗ Ai công (494 TCN - 468 TCN), có thể xác định Điền Nhiêu làm tướng thời Yên Hiến công hoặc Yên Hiếu công.

## Điển cố
- Thiên nga và gà (鴻鵠與雞; Hồng hộc dữ kê).